# Крістіне Афтінк
Крістіне Якоба Афтінк (нід. Christine Jacoba Aaftink нар. 25 серпня 1966) — нідерландська ковзанярка, учасниця трьох зимових Олімпійських ігор, дворазова бронзова медалістка чемпіонатів світу в спринтерському багатоборстві, багаторазова чемпіонка Нідерландів.

## Спортивна кар'єра
На зимових Олімпійських іграх Афтінк дебютувала в 1988 році на у Калгарі. На 500-метрівці ковзанярка показала лише 17-й результат, а на дистанції 1000 метрів зайняла 12-е місце. У 1990 і 1991 роках Крістіне двічі стала бронзовою призеркою чемпіонатів світу у спринтерському багатоборстві.
Зимові Олімпійські ігри 1992 року стали найуспішнішими в кар'єрі Крістіне. На дистанції 500 метрів Афтінк зайняла 4-е місце, всього 0,09 секунд поступившись бронзовому призеру німкені Крісті Лудінг-Ротенбургер . На дистанції 1000 метрів спортссенка теж стала 4-ю, поступившись третьому місцю 0,5 секунди.
Наступні зимові Олімпійські ігри відбулися вже через 2 роки в норвезькому Ліллегаммері. На церемонії відкриття Афтінк була прапороносцем Нідерландів. На 500-метрівці Крістіне зайняла 19-е місце, а на дистанції 1000 метрів Афтінк стала лише 20-ю.
У 1996 році Афтінк завершила міжнародну кар'єру.